# یوسف قربانی
یوسف قربانی (زاده ۳۰ اسفند ۱۳۴۲ ایذه) سرتیپ خلبان بالگرد شکاری بل ای‌اچ-۱ سی کبرا ارتش جمهوری اسلامی ایران است، که هم اکنون به عنوان معاون هماهنگ‌کننده نیروی زمینی ارتش فعالیت می‌کند. وی پیشتر سابقه فرماندهی هوانیروز ارتش و فرماندهی پایگاه یکم رزمی هوانیروز کرمانشاه و ریاست ستاد مرکز آموزش هوانیروز اصفهان را در کارنامه خود دارد.

## زندگی‌نامه
یوسف قربانی در تاریخ ۳۰ اسفند ۱۳۴۲ در شهر ایذه، استان خوزستان زاده شد. وی دوران کودکی و نوجوانی را شهر مسجدسلیمان سپری کرد. قربانی در دی‌ماه ۱۳۶۴ وارد دانشگاه افسری امام علی شد و پس از فارغ‌التحصیلی به‌طور رسمی فعالیت در نیروی زمینی ارتش را آغاز کرد. او دانش‌آموخته کارشناسی ارشد مدیریت دفاعی از دانشگاه عالی دفاع ملی می‌باشد. وی دوره‌های خلبانی، استاد خلبانی بالگرد شکاری کبرا را در اصفهان طی نمود.

## سوابق
- معاون هماهنگ کننده نیروی زمینی ارتش جمهوری اسلامی ایران
- فرمانده هوانیروز ارتش جمهوری اسلامی ایران
- ریاست ستاد مرکز آموزش هوانیروز اصفهان
- فرماندهی پایگاه یکم رزمی هوانیروز کرمانشاه
- استاد خلبانی بالگرد تهاجمی کبرا

## عملیات‌های مهم
قربانی در مصاحبه با خبرگزاری مشرق: در سال ۱۳۹۳ که داعش تا «خانقین» آمد، هوانیروز ۱۷ مورد عملیات شناسایی بالای سر داعش انجام داده‌است.

## فرماندهی هوانیروز
قربانی در اسفندماه ۱۳۹۵ به پیشنهاد سرتیپ کیومرث حیدری؛ فرمانده نیروی زمینی ارتش و با حکم سرلشکر عطاءالله صالحی؛ فرمانده کل وقت ارتش، به‌عنوان فرمانده هوانیروز ارتش جمهوری اسلامی ایران معرفی شد. قربانی در مردادماه ۱۴۰۰ نخستین فرمانده هوانیروز بود که پس از وقوع انقلاب، درجه سرتیپی دریافت نمود.

## آرم‌ها و نشان‌ها
| - خلبان هوانیروز درجه ۳ - خلبان بالگرد کبرا هوانیروز - دانشگاه افسری - آجا |

### نوار نشان‌ها
|  |  |  |
|  |  |  |
|  |  |  |

### نام نشان‌ها
|                        |              |                        |
| نشان ورزش              | نشان جهاد    |                        |
| دوره عالی              | نشان ایثار   |                        |
| دوره دوم دانشگاه افسری | دوره مقدماتی | دوره سوم دانشگاه افسری |